# Always Be My Maybe
Pour plus de détails, voir Fiche technique et Distribution.
Always Be My Maybe est un film américain réalisé par Nahnatchka Khan, sorti en 2019.

## Fiche technique
- Titre : Always Be My Maybe
- Réalisation : Nahnatchka Khan
- Scénario : Ali Wong, Randall Park et Michael Golamco
- Musique : Michael Andrews et DJ Greyboy
- Photographie : Tim Suhrstedt (en)
- Montage : Lee Haxall
- Décors : Barbara Munch
- Costumes : Leesa Evans
- Société de distribution : Netflix
- Pays d'origine :  États-Unis
- Langue originale : anglais
- Genre : comédie romantique
- Durée : 102 minutes
- Dates de sortie :
  - États-Unis : 29 mai 2019 (sortie limitée)[1]
  - Monde : 31 mai 2019 (sur Netflix)

## Distribution
- Ali Wong (VF : Geneviève Doang) : Sasha Tran
- Randall Park (VF : Bastien Bourlé) : Marcus Kim
- James Saito (VF : Philippe Catoire) : Harry Kim, le père de Marcus
- Michelle Buteau (VF : Pauline De Meurville) : Veronica
- Vivian Bang (VF : Caroline Combes) : Jenny, la petite amie de Marcus
- Keanu Reeves (VF : Thierry Ragueneau) : lui-même
- Susan Park (VF : Nathalie Karsenti) : Judy
- Daniel Dae Kim (VF : Cédric Dumond) : Brandon Choi, le petit ami et manager de Sasha
- Karan Soni (VF : Nicolas Dussaut) : Tony
- Charlyne Yi : Ginger
- Casey Wilson (VF : Pascale Chemin) : Chloe
- Jason Canela (VF : Benoît Fort-Junca) : Charles
- JayR Tinaco : l'hôte du restaurant
- Lyrics Born : Quasar
- Miya Cech : Sasha à 12 ans
- Emerson Min : Marcus à 12 ans